# Gasdotto Trans-Adriatico
Il Gasdotto Trans-Adriatico (conosciuto con l'acronimo inglese di TAP, Trans-Adriatic Pipeline) è un gasdotto che dalla frontiera greco-turca attraversa Grecia e Albania per approdare in Italia, sulla costa adriatica della provincia di Lecce.
Il TAP, insieme a TANAP (Trans Anatolian Pipeline che attraversa da Est a Ovest la Turchia) e a SCP (South Caucasus Pipeline), è una delle infrastrutture di trasporto che costituiscono il cosiddetto Corridoio Sud del Gas, consentendo l'accesso al mercato europeo delle riserve di gas proveniente dal giacimento offshore azero Shah Deniz, situato nel Mar Caspio.
Il consorzio TAP (Trans Adriatic pipeline A.G.) ha la propria sede centrale a Baar, in Svizzera, e uffici operativi nei paesi attraversati dal gasdotto (Grecia, Albania e Italia). Gli azionisti del progetto al 2017 sono Snam (20%), l'inglese BP (20%) l'azera SOCAR (20%), la belga Fluxys (20%) e la spagnola Enagás (20%).

## Storia

### Ideazione e progettazione
Il progetto nasce per iniziativa della Elektrizitäts-Gesellschaft Laufenburg (EGL), ora denominata Axpo, società svizzera attiva soprattutto nel commercio di elettricità, gas e prodotti finanziari energetici, che nel 2003 iniziò uno studio di fattibilità conclusosi nel 2006 con parere positivo circa la realizzabilità tecnica, economica e ambientale del gasdotto. Furono esaminate due opzioni: un percorso settentrionale attraverso la Bulgaria, la Repubblica di Macedonia e l'Albania, e un percorso meridionale attraverso la Grecia e l'Albania, infine considerato più fattibile. Nel marzo 2007 venne completata l'ingegneria di base estesa per il gasdotto. La Grecia inizialmente si oppose all'ipotesi di tracciato che attraversava il territorio albanese, in quanto avrebbe consentito all'Albania di diventare il nodo di trasmissione del gas nei Balcani occidentali.
Il 13 febbraio 2008, il gruppo EGL e la società energetica norvegese Statoil firmarono un accordo per la costituzione di Trans Adriatic Pipeline AG, una joint venture per lo sviluppo, la costruzione e la gestione del gasdotto. Nel giugno 2008, la società di progetto presenta alle autorità greche la richiesta di costruire una sezione di 200 chilometri del gasdotto da Salonicco al confine greco-albanese. Nel gennaio 2009, il progetto TAP effettuò un'indagine marina nel Mare Adriatico per verificare il tracciato offshore del futuro gasdotto. Nel luglio 2009 iniziò un'indagine di valutazione del tracciato in Albania. Nel marzo 2009, un accordo intergovernativo tra Italia e Albania sulla cooperazione energetica menzionò il TAP come progetto di interesse comune per entrambi i paesi.
Il 28 settembre 2012, Albania, Grecia e Italia confermano il loro sostegno politico al gasdotto firmando un memorandum d'intesa. Il 22 novembre 2012, il consorzio TAP e i partner del gasdotto trans-natoliano firmano un protocollo d'intesa che stabilisce un quadro di cooperazione tra le due parti.

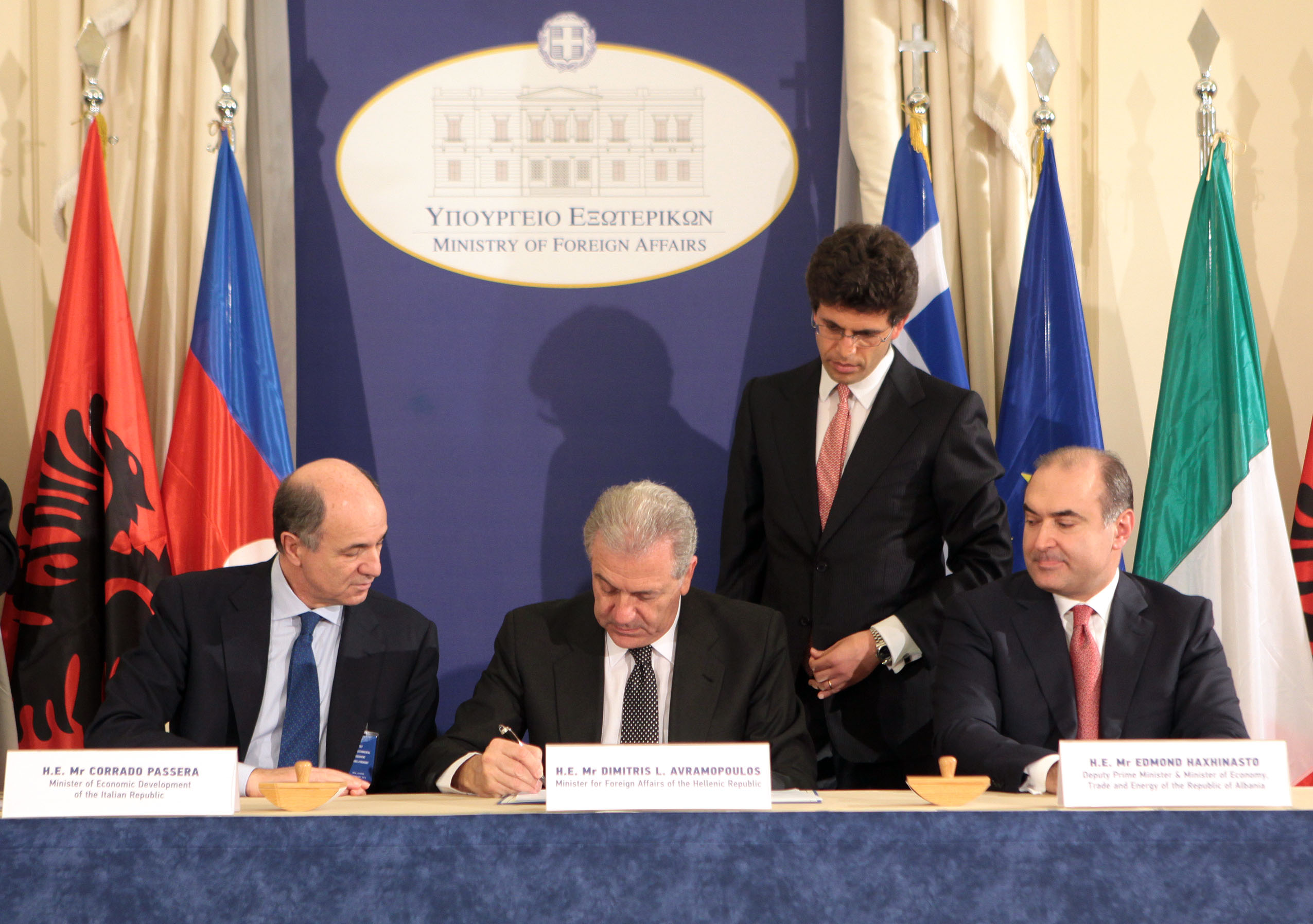
Corrado Passera (Italia), Dimitris Avramopoulos (Grecia) e Edmond Haxhinasto (Albania) firmano l'accordo intergovernativo (13 febbraio 2013)

Il 13 febbraio 2013, Grecia, Italia e Albania firmano un accordo intergovernativo. Il 28 giugno 2013, il Consorzio Shah Deniz II seleziona il TAP come progetto vincente per il trasporto del gas dell'Azerbaigian in Italia e in Europa, preferendolo al progetto concorrente Nabucco West. In seguito, BP, SOCAR, Total e Fluxys sono diventati azionisti del progetto.
Il 19 settembre 2013 Enel, Hera, Shell, E.ON, Gas Natural Fenosa, Gdf Suez, Axpo, Bulgargaz e Depa firmano a Baku con il Consorzio Shah Deniz II i contratti di fornitura per la più importante vendita nella storia del gas (stima: 130 miliardi di euro).
Il 17 dicembre 2013, il Consorzio Shah Deniz II annuncia la Decisione Finale di Investimento per sviluppare il giacimento di Shah Deniz II e gli azionisti di TAP A.G. confermano la Resolution to Construct per lo sviluppo e la realizzazione del progetto Trans Adriatic Pipeline.
Il 17 dicembre 2015 Snam S.p.A. perfeziona l'acquisizione della quota del 20% detenuta da Statoil Holding Netherlands B.V. nella Trans Adriatic Pipeline AG, per un prezzo di 130 milioni di euro.
Nella seconda metà dell 2023 Axpo vende la sua quota di azioni ad Enàgas (4%) ed a Fluxys (1%)

### Assegnazione dei contratti di realizzazione

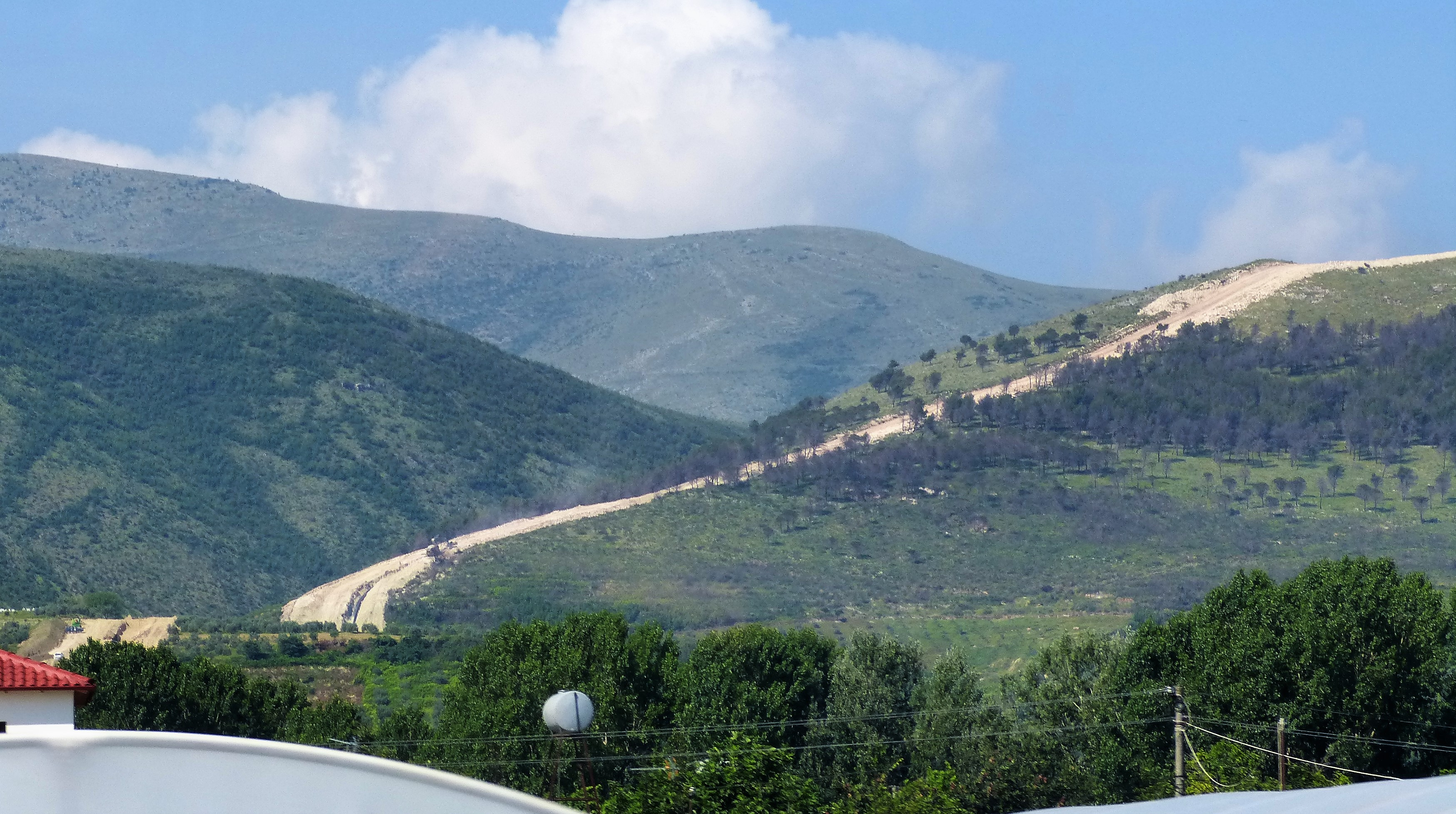
Cantiere del gasdotto in Albania (giugno 2018)

A dicembre del 2015 TAP assegna il contratto di costruzione EPC (Engineering, Procurement and Construction) per la realizzazione del terminale di ricezione PRT a Renco S.p.a. e il contratto EPC per la posa del gasdotto nel tratto italiano alla joint venture composta da Enereco S.p.a. e Max Streicher S.p.a.
Ad aprile del 2016 TAP affida a Saipem S.p.a. il contratto di ingegneria, fornitura, costruzione e installazione (EPCI) della sezione offshore del progetto.
I lavori di costruzione del gasdotto coinvolgono un gran numero di imprese affidatarie, tra cui le italiane Saipem, Renco, Bonatti, Enereco, Icop, Sicilsaldo, Nuova Giungas e molti subappaltatori locali.

### Costruzione dell'opera e completamento
In Italia, il 12 maggio 2016, nel rispetto dei termini, viene avviato il cantiere per la costruzione del gasdotto nel tratto italiano, in contrada Fanfula a Melendugno.
Il 17 maggio 2016 a Salonicco, alla presenza di Alexis Tsipras, viene celebrato l'inizio della costruzione dell'opera.
A giugno 2018, dopo l'insediamento del Governo Conte I, il ministro Sergio Costa avanza dubbi sull'utilità pratica dell'opera, sostenendo che fosse stata ideata più che altro per motivi geopolitici (per diminuire la dipendenza dalle forniture di gas dalla Russia, da cui proviene circa un terzo del gas importato in Europa) e ipotizza la riapertura della procedura di Valutazione d'impatto ambientale. Ciononostante, il 15 ottobre 2018 riprendono i lavori per la costruzione del TAP.
Il gasdotto viene comunque completato e inizia ad erogare gas il 17 ottobre 2020 per divenire pienamente operativo al 31 dicembre 2020; nel 2021 prosegue nel tratto italiano il completamento dei ripristini ambientali nelle zone esterne interessate dalla posa della tubazione.
A gennaio 2022 eroga 8 miliardi di metri cubi standard, con la previsione di raggiungere i 10 miliardi di metri cubi nell'estate 2022. Allo scopo di diminuire la dipendenza delle forniture dalla Russia, da cui provengono il 40% delle esigenze energetiche europee, nel febbraio 2022 la Commissione europea inizia le trattative per l'Advisory Council di Baku per aumentare la capacità di erogazione massima da 10 miliardi di metri cubi l'anno a circa 20.

## Descrizione

### Percorso e caratteristiche

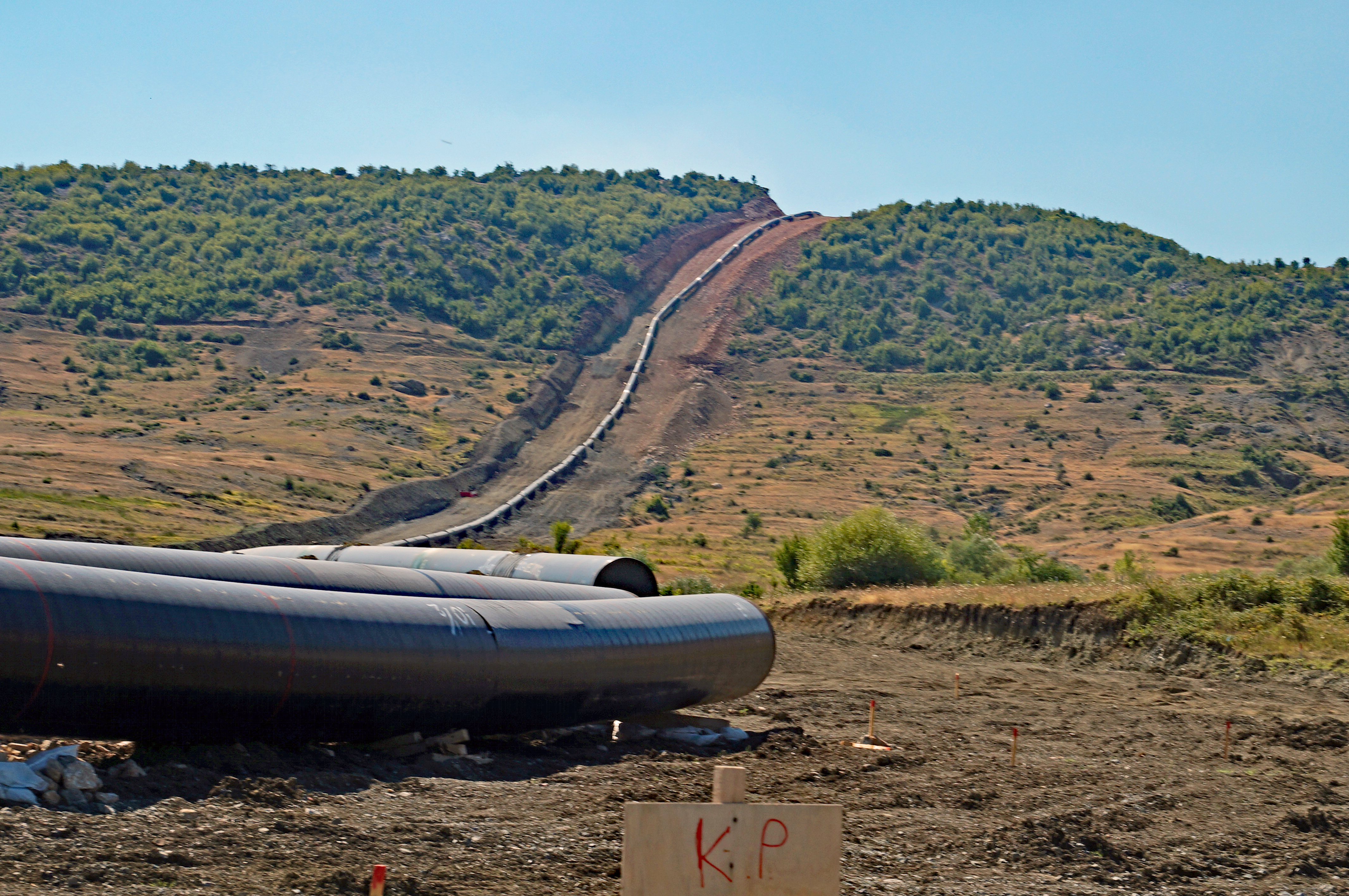
La costruzione del gasdotto TAP in Albania (agosto 2017)

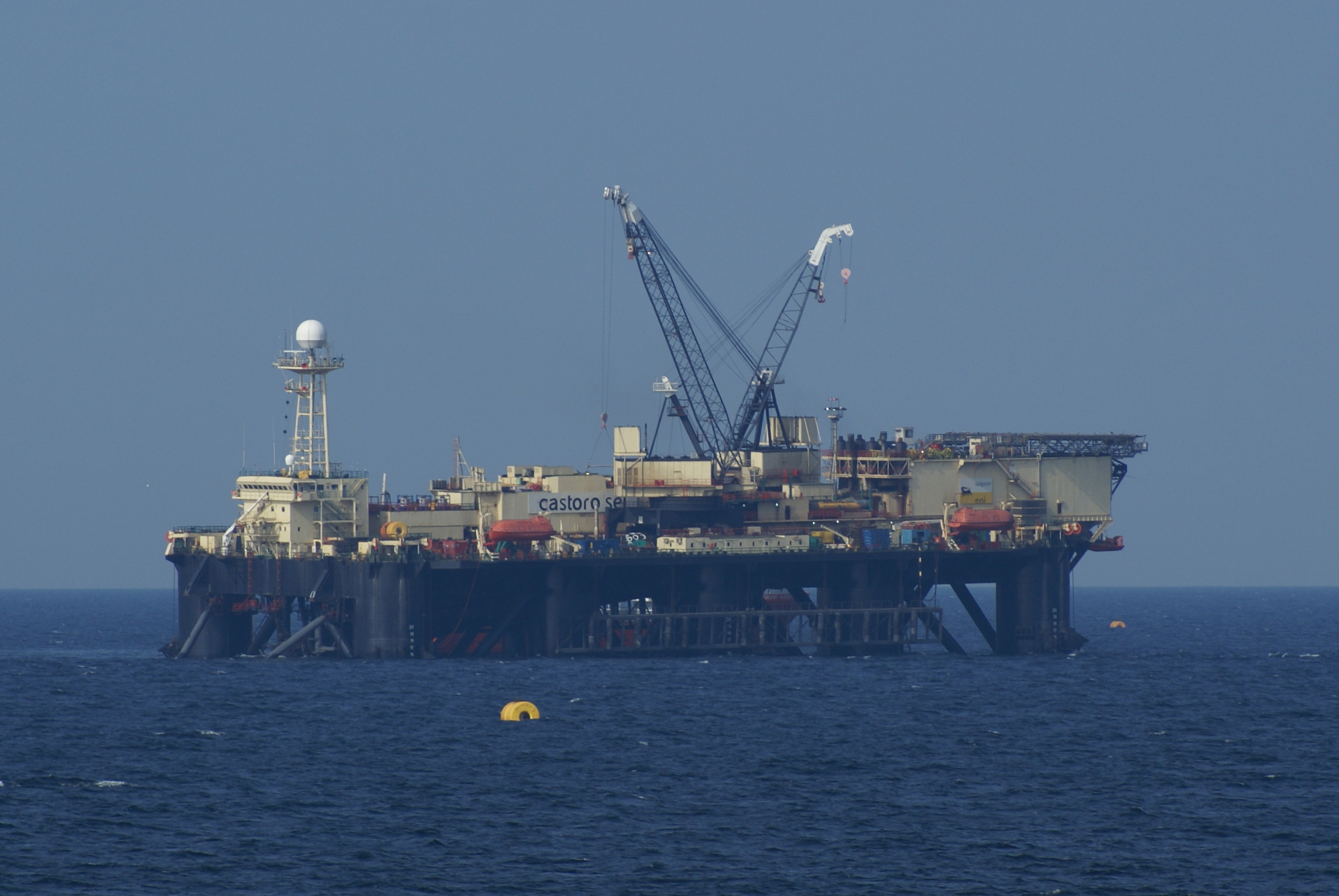
La posatubi Castoro Sei della Saipem, impiegata per la posa della condotta in Adriatico.

Il gasdotto parte da Kipoi in Grecia, in prossimità della frontiera terrestre con la Turchia e arriva fino a Lecce, nel Sud-Est dell'Italia  È lungo 877 km circa, di cui la gran parte in territorio ellenico, 104 km offshore nel Mar Adriatico e circa 8 km in territorio italiano. L'altezza massima raggiunta è di circa 1800 m s.l.m. sulle catene montuose dell'Albania; la profondità massima è di circa 820 m nel mar Adriatico. Sono previste 3 stazioni di compressione lungo il percorso (2 per la fase iniziale) e il diametro del tubo è di 1,22 metri (48 in) sul tratto a terra con una pressione di 95 bar e di 1,07 metri (42 in) per il tratto marino con una pressione di 145 bar.

### Capacità e fonti di approvvigionamento
TAP a regime trasporterà circa 10 miliardi di metri cubi l'anno di gas naturale, una quantità pari a quella utile per coprire il fabbisogno di 7 milioni di famiglie. Con l'aggiunta di una terza stazione di compressione il gasdotto sarà in grado di raddoppiare la quantità trasportata a 20 miliardi di metri cubi/anno, ferme restando tutte le altre sezioni del gasdotto.
Secondo la Commissione europea l'Italia ha un ruolo importante per la creazione di un hub mediterraneo del gas e TAP permette di garantire una diversificazione delle fonti di approvvigionamento: nel 2015 la Russia ha fornito all'Italia il 45,1 % di gas contro il 37.8% della media UE: per quanto la produzione di energia da fonte rinnovabile sia aumentata, l'Italia rimane ancora un paese fortemente importatore di combustibili fossili, per quanto sia diminuita la crescita della loro importazione, entro la quale è significativamente aumentata del 5,7% l'importazione di gas naturale dal 2005 al 2015; in altre parole, come espresso dal CLAAI (Confederazione delle Libere Associazioni Artigiane Italiane), «in quanto opera necessaria all'Italia e all'Europa per non subire l'eventuale ricatto della Russia», con riferimento alle interruzioni nei mesi invernali delle forniture dai gasdotti russi attraversanti l'Ucraina a causa degli attriti tra i due paesi, ripetute negli anni, e che, durante la crisi del gas tra Russia e Ucraina del 2006, provocò una riduzione delle importazioni del 6% del totale del gas naturale importato (il 24% del gas importato dalla Russia).

## Statusriconosciuto dall'Unione europea

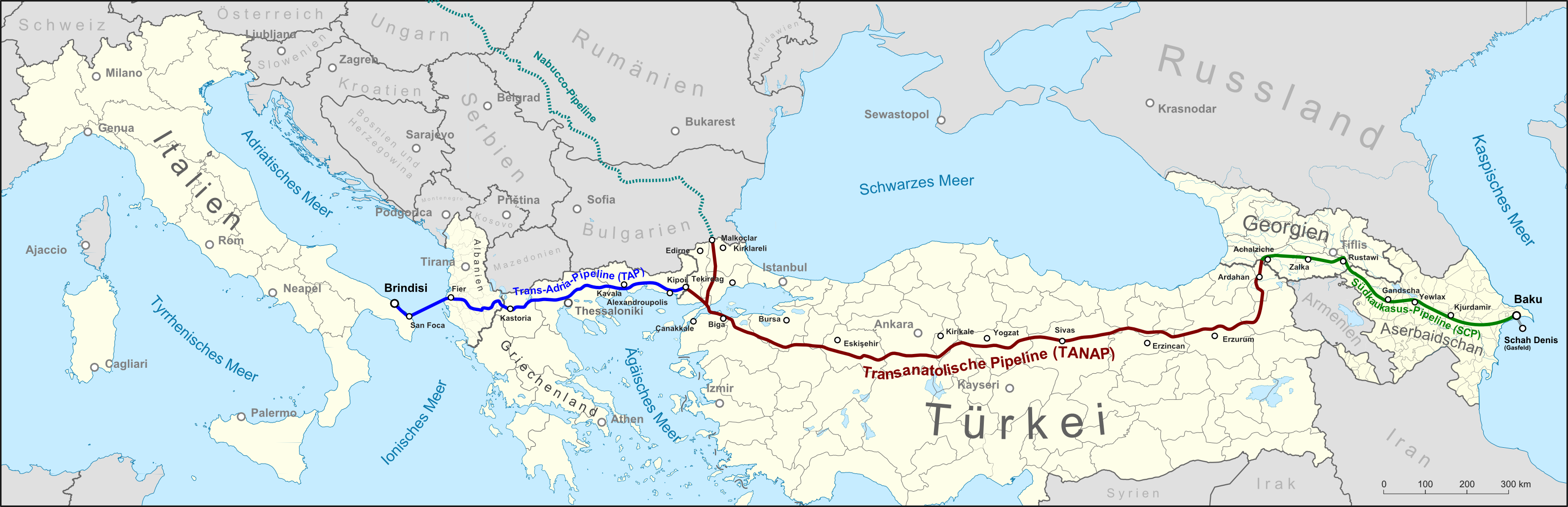
Mappa con la posizione del giacimento di gas Shah Deniz e i percorsi del South Caucasus Pipeline (SCP), del Trans-Anatolian gas pipeline (TANAP), del TAP, così come del Nabucco, quest'ultimo abbandonato in favore del TAP.

L'Unione europea riconosce a TAP un ruolo importante nella politica energetica comunitaria ai fini del raggiungimento dell'obiettivo di garantire la diversificazione dell'approvvigionamento energetico in Europa. L'infrastruttura permette al gas proveniente dal Mar Caspio di raggiungere i mercati energetici europei. Il gasdotto, infatti, costituisce parte del cosiddetto "corridoio meridionale del gas", punto cardine della strategia energetica europea. Questa rotta si aggiunge a quelle già esistenti dalle quali l'Europa riceve gas naturale, rendendo così i suoi approvvigionamenti energetici più sicuri e flessibili.

### Attribuzione dellostatusdi Progetto di Interesse Comune
La Commissione europea, il Parlamento europeo e il Consiglio europeo hanno assegnato a TAP lo status di "Progetto di Interesse Comune" (PCI), secondo le nuove linee guida TEN-E (Trans-European Energy infrastructure). Tali progetti rivestono un ruolo importante nel nuovo regolamento dell'Unione in materia di infrastrutture energetiche transeuropee. La selezione quale Progetto di Interesse Comune discende dal fatto che il TAP è considerato funzionale all'apertura del Corridoio Meridionale del Gas, uno dei 12 cosiddetti "corridoi energetici", reputati prioritari dall'Unione europea per il conseguimento degli obiettivi di politica energetica. Tali progetti contribuiranno all'integrazione dei mercati energetici degli Stati membri dell'Unione, consentendo loro di diversificare le fonti energetiche e ponendo fine all'isolamento energetico di alcuni di essi.

## Decreto di Compatibilità Ambientale
A settembre del 2013 TAP A.G. ha consegnato la documentazione di Valutazione di Impatto Ambientale al Ministero dell'Ambiente e della Tutela del Territorio e del Mare. Ad aprile del 2014, come richiesto dal Ministero, sono state consegnate alcune integrazioni al progetto e le risposte alle osservazioni del pubblico. A settembre del 2014 il Ministro dell'Ambiente e della Tutela del Territorio e del Mare, Gian Luca Galletti, ha firmato il decreto di compatibilità ambientale, superando il parere negativo espresso dalla Regione Puglia e del Ministero dei Beni Culturali. Il parere positivo del Ministero dell'Ambiente, a valle di un'approfondita analisi delle alternative di circa 50 pagine, ha confermato che il sito migliore per l'approdo del gasdotto sulle coste salentine è San Foca, per il minor impatto ambientale e paesaggistico. «Valutato pertanto, per quanto sopra riportato circa l'approfondimento delle alternative, effettuato considerando ulteriori aree di indagine e parametri di valutazione così come richiesto durante la fase istruttoria, che l'ipotesi D1 (San Foca) risulta l'alternativa migliore sotto i profili tecnico, ambientale e paesaggistico. Si evidenzia che in questa alternativa la tecnologia del microtunnel permette di ridurre al minimo le interferenze con la fascia litoranea (potenziali impatti sul turismo, sul paesaggio e sull'ambiente)».
Il 9 ottobre 2014, con la pubblicazione dell'avviso di avvio del procedimento di Autorizzazione Unica è cominciata l'ultima tappa del percorso autorizzativo: la conferenza di servizi presso il Ministero dello Sviluppo economico ha dato il suo assenso al rilascio dell’Autorizzazione Unica, il cui decreto è stato firmato il 20 maggio 2015 dal Ministro dello Sviluppo Economico Federica Guidi, abilitando la costruzione e l'esercizio dell'opera, approvando il progetto e dichiarando altresì la pubblica utilità, indifferibilità e urgenza dell'infrastruttura, anche ai fini degli espropri. I lavori sono iniziati il 12 maggio 2016 e l'operatività dell'infrastruttura dovrà avvenire entro il 31 dicembre 2020.
Nel mese di ottobre 2017 la Corte costituzionale ha giudicato inammissibile il conflitto sollevato dalla Regione Puglia contro lo Stato in merito al procedimento di autorizzazione alla realizzazione del gasdotto TAP. «In conseguenza di tale decisione, resta confermata la validità del provvedimento che ha autorizzato la costruzione del gasdotto».

### Possibilità di incidenti
Secondo le statistiche dell'European Gas Pipeline Incident Data Group (EGIG), per gasdotti con tubi di spessore maggiore di 25 mm (nel caso di TAP lo spessore è di 26,8 mm), nel periodo 1970-2011 non si sono mai registrati incidenti.

### Non applicabilità della Direttiva Seveso
A maggio del 2016 un pool di esperti nominati dalla Procura ha dichiarato la non applicabilità della Direttiva Seveso al gasdotto TAP per mancanza di rischi di incidenti di portata rilevante per la popolazione e l'ambiente.
Il 7 settembre 2016 la Procura di Lecce ha chiesto l’archiviazione dell'inchiesta aperta su TAP relativa alla procedura seguita dal Ministero dell'Ambiente per il rilascio della Valutazione di impatto ambientale. Per il pubblico ministero Angela Rotondano non sono emerse irregolarità.

## Controversie
Il progetto della TAP è stato oggetto di opposizione critiche da parte di gruppi locali di cittadini e di alcuni politici e amministratori pubblici.
Verso la fine del 2011 nacque il "Comitato No TAP", che iniziò una forte battaglia (a cui si aggiunsero associazioni, sindaci e comitati locali del Salento), opponendosi tenacemente alla realizzazione dell'opera attraverso manifestazioni e proteste.

### Punto di approdo

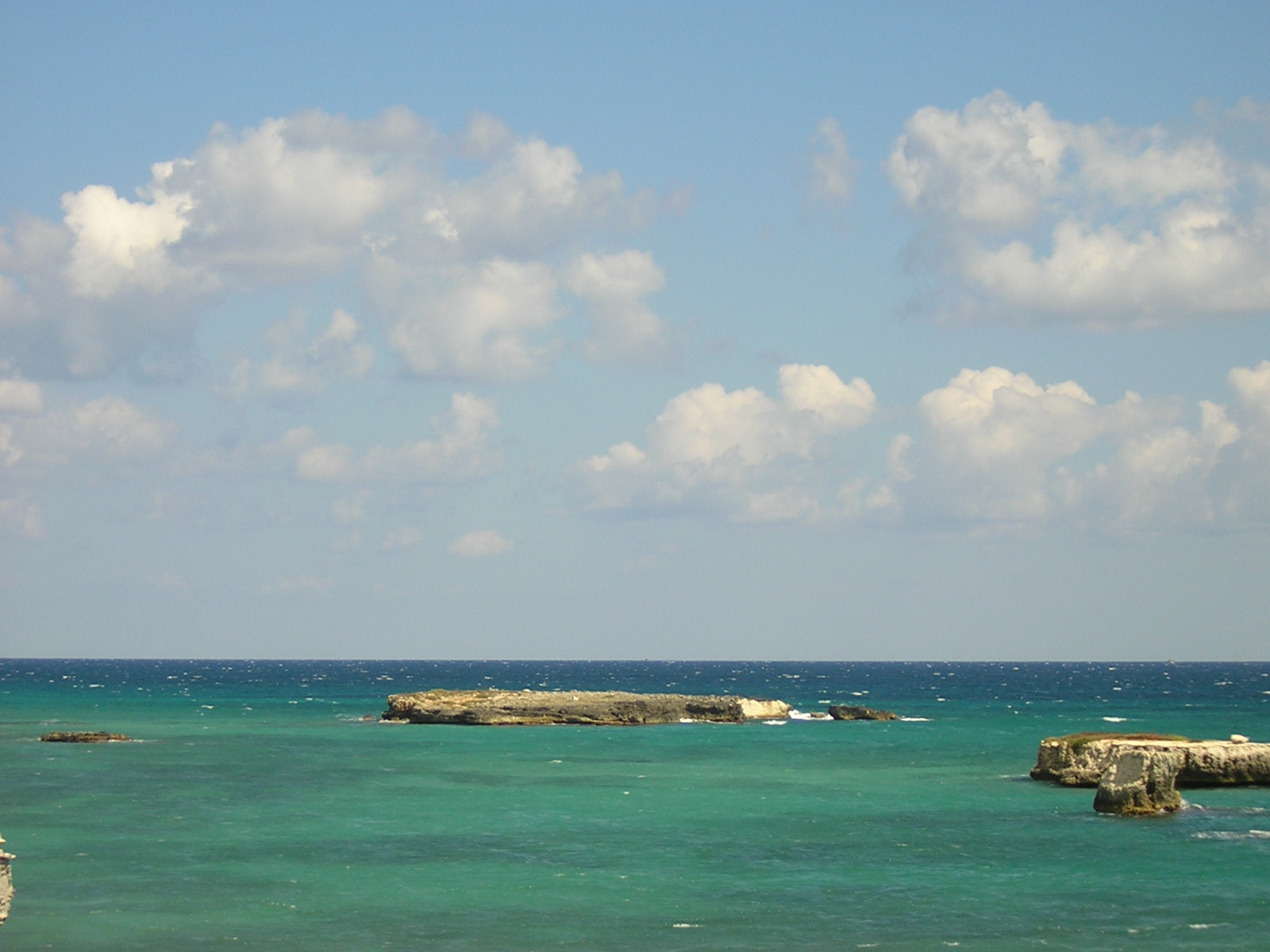
Scogli di San Foca

Fra le principali critiche, vi è la scelta del punto d'approdo del TAP nei pressi della spiaggia di San Foca, località a forte vocazione turistica, premiata, con tutte le marine di Melendugno, con la Bandiera Blu Europea e le 5 Vele di Legambiente. In particolare, gli abitanti del luogo e gli ambientalisti hanno espresso preoccupazioni per la sicurezza pubblica, dal momento che il gasdotto (che convoglierà a regime milioni di metri cubi di gas infiammabile compresso) si trova interrato dieci metri di profondità sotto una spiaggia aperta al pubblico durante i mesi estivi.

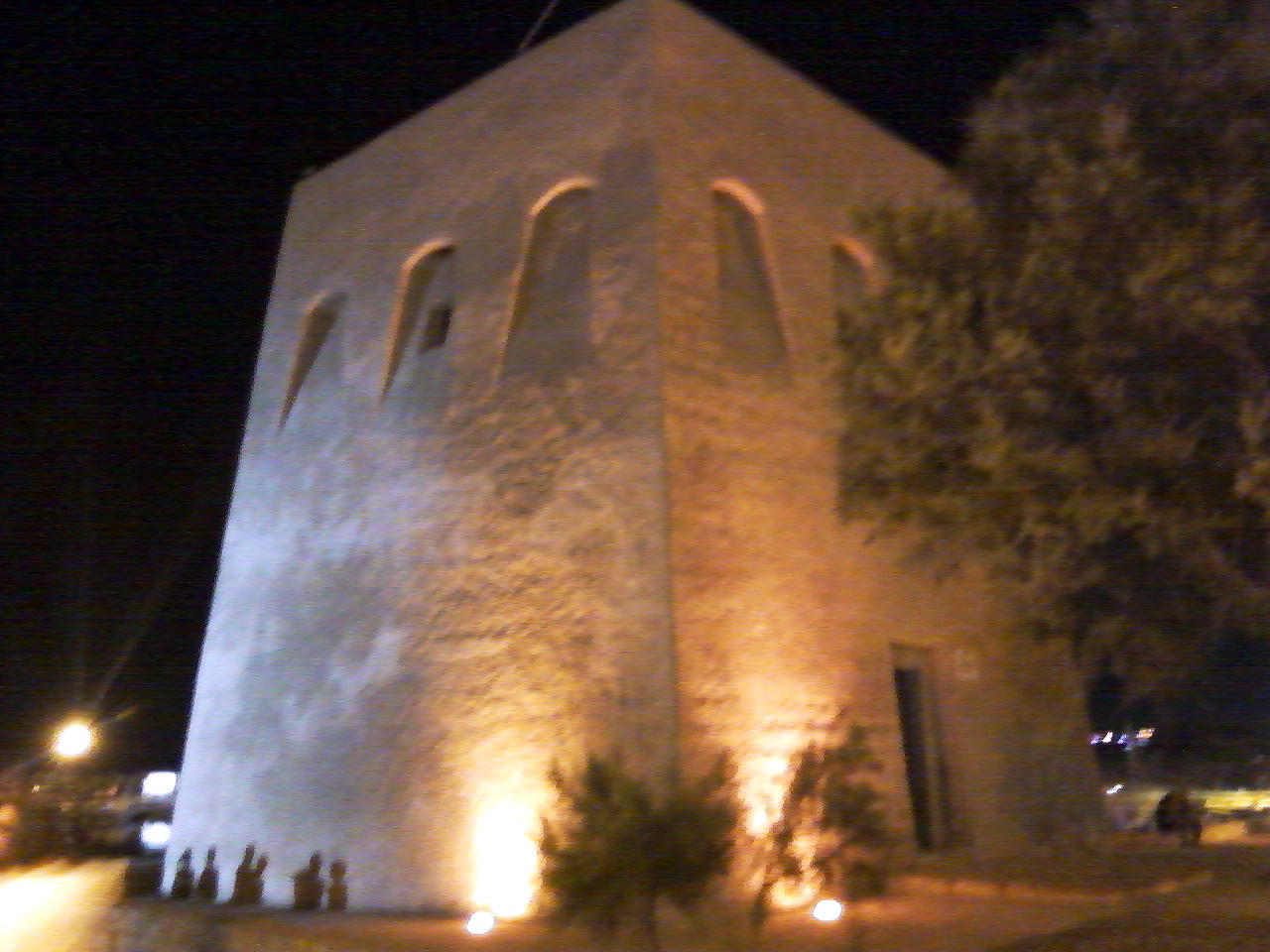
La torre rinascimentale di San Foca, uno dei luoghi-simbolo di ritrovo dei comitati di opposizione al TAP

Tale punto di approdo fu scelto in luogo di Lendinuso, ipotesi iniziale nei primi studi di fattibilità, quando attorno al 2008 emerse la presenza presso quest'ultimo di praterie di posidonia, col rischio dell'avvio di una procedura d'infrazione europea,, ostacolo cui poi si aggiunse l'opposizione locale. Durante questo periodo, la Regione Puglia manifestò il suo dissenso alla scelta dell'approdo di San Foca, ma senza proporre soluzioni alternative fino all'approvazione del progetto con il VIA nell'agosto del 2014.. Nel corso di circa 167 incontri con i vari rappresentanti locali, fino al 2014, non è arrivata alcuna proposta formale di alternativa  all'approdo, né dalla Regione Puglia né dai comuni interessati; tali soluzioni alternative furono presentate a partire dall'anno successivo.
Peraltro, dovendosi realizzare anche un'interconnessione lunga 60 km per collegare il terminale italiano di Melendugno alla rete nazionale italiana del gas nei pressi del porto industriale di Brindisi, diversi amministratori locali, tra cui i sindaci delle zone interessate e il presidente della regione Puglia, hanno anche sostenuto l'opinione secondo cui il gasdotto potrebbe causare più danni che benefici, potendo essere un'opportunità per la criminalità organizzata locale e la corruzione di infiltrarsi negli appalti pubblici per i lavori di costruzione della parte italiana. Inoltre, il presidente regionale Michele Emiliano ha dichiarato di non aver capito perché non sia stato scelto un approdo alternativo e più vicino alla zona industriale di Brindisi, dati i minori costi, il minore impatto ambientale e la vicinanza alle preesistenti infrastrutture del gas.

### Centrale di depressurizzazione
Altro motivo lamentato dagli oppositori è la prevista costruzione di una centrale di depressurizzazione del gas nei pressi del terminal. L'area prescelta per la centrale, che si estende su una superficie di 12 ettari, fu individuata nelle campagne di Melendugno, in un terreno dove è presente un oliveto con piante secolari, che furono temporaneamente sradicate e trasferite altrove. Gli oppositori al TAP ritenevano che l'operazione di spostamento poteva non garantire la sopravvivenza degli olivi secolari, sia per la possibile difficoltà di adattamento al nuovo ambiente, sia, secondo quando ipotizzato nel 2018 dal sindaco di Melendugno, Marco Poti, per l'eventualità di una loro esposizione all'agente Xylella fastidiosa, responsabile del complesso del disseccamento rapido dell'olivo (CoDiRo), malattia parassitaria letale che da anni colpisce gli oliveti pugliesi, anche se, quattro anni più tardi (tra fine 2021 e il 2022) altri autori hanno fatto notare che la messa in ricovero degli ulivi, durante gli scavi per la posa del condotto, ha invece riparato quest'ultimi dalla Xylella, rispetto a quelli antistanti rimasti sempre in loco.